# Mundharmonikaspieler
Mundharmonikaspieler sind Musiker, welche das Spiel mit einem oder mehreren Typen von Mundharmonika beherrschen.
Professionelle Mundharmonikaspieler, zumindest hauptberuflich tätige, gibt es nur sehr wenige. Zur Vorgeschichte von Blues, Jazz und Gospel gehört als einer der ersten wichtigen Mundharmonikaspieler der Bluessänger und Mundharmonikaspieler Sonny Terry. Das Spiel der von ihm gespielten diatonischen Richter-Mundharmonika, heutzutage meist als Blues-Harp bezeichnet, wurde bis heute perfektioniert von Virtuosen wie dem Jazzmusiker Howard Levy, der eine Spieltechnik entwickelte, auf deren Basis das diatonische Instrument vollchromatisch gespielt werden kann. Allerdings hatten bis dahin die Bluesharp-Spieler durch das sogenannte Biegen von Tönen bereits einen Großteil der zwölftönigen Tonskala erschlossen. Einer der ersten weltbekannten Virtuosen der klassischen chromatischen Mundharmonika war Larry Adler.
Spezielle Ensemble-Mundharmonikas für Bass- und Akkordbegleitung ermöglichen reine Mundharmonika-Ensembles. Sie wurden populär während des recording ban, von dem Mundharmonikaspieler ausgenommen waren. Ausnahmsweise konnten sich damals auch professionelle Ensembles für eine Weile etablieren. 1947 landete so das Trio Harmonicats von Jerry Murad, Al Fiore und Don Les sogar einen 8 Wochen währenden No.1-Hit in den US-Charts mit dem Titel Peg o’ My Heart.